# Dąbrówka Kobułcka
Dąbrówka Kobułcka – przystanek osobowy w Dąbrówka Kołubcka na linii kolejowej nr 233, w powiecie olsztyńskim, w województwie warmińsko-mazurskim, w Polsce.